# Црква Свете Тројице у Горњем Милановцу
Црква Свете Тројице у Горњем Милановцу је задужбина кнеза Милоша Обреновића. 
Градња је почела 1860. године, али, после смрти кнеза Милоша, цркву довршава 1862. његов син, и наследник на престолу, кнез Михаило Обреновић. Црква представља непокретно културно добро као споменик културе од великог значаја.
За изградњу цркве био је ангажован Настас Ђорђевић, познати неимар тог доба, да је пројектује и изгради. Готово је истоветна цркви Св. Арханђела Гаврила у Аранђеловцу.
Црква је складних пропорција, обогаћена декоративним елементима који воде порекло од старосрпског (романско-византијског) архитектонског и скулптуралног стваралаштва, али као целина одсликава необарокно време у коме је настала (што се нарочито огледа у њеном звонику).
Стари иконостас је дело Николе Марковића и има већу вредност него нови. Сада се чува на спрату цркве у звонику. Старешина храма је протојереј Миодраг Анђелић.
У цркви се налазе делови грма из Такова, где је 1815. године одржан историјски Таковски сабор и подигнут Други српски устанак (један део тог храста чува се и у Милошевом конаку у Београду).

## Галерија
- Некадашњи изглед
- Разгледница старог Милановца
- Детаљ првобитног иконостаса
- Икона „Богородица ружа која не вене”
- Послератни иконостас

- Данашњи изглед